# Lucius Ceionius Commodus (Konsul 78)
Lucius Ceionius Commodus war ein römischer Politiker und Senator.
Commodus stammte aus Etrurien. Unter Kaiser Vespasian wurde er in den Patrizierstand erhoben. Er war der Vater des Lucius Ceionius Commodus, der im Jahr 106 Konsul wurde, und der Großvater des späteren Caesaren Lucius Aelius Caesar. Durch Militärdiplome ist belegt, dass Commodus im Jahr 78 zusammen mit Decimus Iunius Novius Priscus ordentlicher Konsul war. Von 78/79 bis 81/82 war er Statthalter von Syrien. Er dürfte wohl der unmittelbare Nachfolger des Marcus Ulpius Traianus, des Vaters des späteren Kaisers Trajan, in Syrien gewesen sein. Commodus war auch Septemvir epulonum.